# Schützen am Gebirge
Schützen am Gebirge (węg. Sérc, burg.-chor. Česno) – gmina w Austrii, w kraju związkowym Burgenland, w powiecie Eisenstadt-Umgebung. Liczy 1,4 tys. mieszkańców (1 stycznia 2018).